# Stenia uribei
Stenia uribei är en orkidéart som beskrevs av Pedro Ortiz Valdivieso. Stenia uribei ingår i släktet Stenia och familjen orkidéer. Inga underarter finns listade i Catalogue of Life.